# San Giovanni al Natisone
San Giovanni al Natisone – miejscowość i gmina we Włoszech, w regionie Friuli-Wenecja Julijska, w prowincji Udine.
Według danych na rok 2004 gminę zamieszkiwały 5732 osoby, 249,2 os./km².

## Miasta partnerskie
- Francavilla Fontana
- Kuchl